# 電磁場テンソル
電磁場テンソル（でんじばテンソル）とは、電磁場を相対性理論に基づいた4次元時空の形式で記述した2階の反対称テンソル場である。以後、相対論と言えば、特に断りがなければ特殊相対性理論を指す。

## 定義
電磁場の強度（field strength）F は二階のテンソル
{\displaystyle F_{\mu \nu }=\partial _{\mu }A_{\nu }-\partial _{\nu }A_{\mu }}
と定義される。
ここで A は相対論的な4元ベクトルの電磁ポテンシャル
{\displaystyle A^{\mu }=\left({\frac {\phi }{c}},{\boldsymbol {A}}\right),~A_{\mu }=\eta _{\mu \nu }A^{\nu }=\left(-{\frac {\phi }{c}},{\boldsymbol {A}}\right)}
である。
また、微分も相対論的な4元ベクトル
{\displaystyle \partial _{\mu }={\frac {\partial }{\partial x^{\mu }}}=\left({\frac {1}{c}}{\frac {\partial }{\partial t}},\nabla \right)}
である。
定義から電磁場テンソルは明らかに反対称テンソルである。従って独立成分は6つある。
これは3次元空間のベクトル場である電場の強度 E と磁束密度 B の各成分に対応する。
電場の強度と磁束密度は3次元空間の電磁ポテンシャルによって
{\displaystyle {\boldsymbol {E}}=-\nabla \phi -{\frac {\partial {\boldsymbol {A}}}{\partial t}}}
{\displaystyle {\boldsymbol {B}}=\nabla \times {\boldsymbol {A}}}
と表される。
あるいは各成分毎に
{\displaystyle E_{j}/c=\partial _{j}A_{0}-\partial _{0}A_{j}=-F_{0j}}
{\displaystyle B_{i}\epsilon _{ijk}=\partial _{j}A_{k}-\partial _{k}A_{j}=F_{jk}}
と書くことが出来る。
具体的には
{\displaystyle (F_{01},F_{02},F_{03})=(-E_{x}/c,-E_{y}/c,-E_{z}/c)}
{\displaystyle (F_{23},F_{31},F_{12})=(B_{x},B_{y},B_{z})}
である。上付きの
{\displaystyle F^{\mu \nu }=\eta ^{\mu \rho }\eta ^{\nu \sigma }F_{\rho \sigma }} は
{\displaystyle (F^{01},F^{02},F^{03})=(E_{x}/c,E_{y}/c,E_{z}/c)}
{\displaystyle (F^{23},F^{31},F^{12})=(B_{x},B_{y},B_{z})}
となる。それぞれ行列の形で表せば
{\displaystyle (F_{\mu \nu })={\begin{bmatrix}0&-E_{x}/c&-E_{y}/c&-E_{z}/c\\E_{x}/c&0&B_{z}&-B_{y}\\E_{y}/c&-B_{z}&0&B_{x}\\E_{z}/c&B_{y}&-B_{x}&0\\\end{bmatrix}},}
{\displaystyle (F^{\mu \nu })={\begin{bmatrix}0&E_{x}/c&E_{y}/c&E_{z}/c\\-E_{x}/c&0&B_{z}&-B_{y}\\-E_{y}/c&-B_{z}&0&B_{x}\\-E_{z}/c&B_{y}&-B_{x}&0\\\end{bmatrix}}}
となる。

### 双対テンソル
完全反対称テンソル ε を用いれば、電磁場の強度 F に双対なテンソル
{\displaystyle {\tilde {F}}^{\mu \nu }={\frac {1}{2}}\epsilon ^{\mu \nu \rho \sigma }F_{\rho \sigma }}
が定義される。
具体的には
{\displaystyle ({\tilde {F}}^{01},{\tilde {F}}^{02},{\tilde {F}}^{03})=(F_{23},F_{31},F_{12})=(B_{x},B_{y},B_{z})}
{\displaystyle ({\tilde {F}}^{23},{\tilde {F}}^{31},{\tilde {F}}^{12})=(F_{01},F_{02},F_{03})=(-E_{x}/c,-E_{y}/c,-E_{z}/c)}
であり、行列の形で表せば
{\displaystyle ({\tilde {F}}^{\mu \nu })={\begin{bmatrix}0&B_{x}&B_{y}&B_{z}\\-B_{x}&0&-E_{z}/c&E_{y}/c\\-B_{y}&E_{z}/c&0&-E_{x}/c\\-B_{z}&-E_{y}/c&E_{x}/c&0\\\end{bmatrix}}}
となる。

### 媒質中の電磁場
媒質中での電磁場を表す電束密度 D と磁場の強度 H は、電磁場の強度と同様に二階のテンソル G によって相対論的な形式で記述される。
それぞれの成分は具体的には
{\displaystyle (G^{01},G^{02},G^{03})=(D_{x},D_{y},D_{z})}
{\displaystyle (G^{23},G^{31},G^{12})=(H_{x}/c,H_{y}/c,H_{z}/c)}
である。このテンソル G はサブ電磁テンソルとも呼ばれる。
サブ電磁テンソル G は電磁場の強度 F と
{\displaystyle G^{\mu \nu }={\frac {1}{Z_{0}}}F^{\mu \nu }+P^{\mu \nu }={\frac {1}{c\mu _{0}}}F^{\mu \nu }+P^{\mu \nu }}
で関係付けられる。ここで P は分極テンソルであり、その成分は誘電分極 P と磁化 M である。
具体的には
{\displaystyle (P^{01},P^{02},P^{03})=(P_{x},P_{y},P_{z})}
{\displaystyle (P^{23},P^{31},P^{12})=(-M_{x}/c,-M_{y}/c,-M_{z}/c)}
である。
サブ電磁テンソル G と分極テンソル P をそれぞれ行列の形で表せば
{\displaystyle (G^{\mu \nu })={\begin{bmatrix}0&D_{x}&D_{y}&D_{z}\\-D_{x}&0&H_{z}/c&-H_{y}/c\\-D_{y}&-H_{z}/c&0&H_{x}/c\\-D_{z}&H_{y}/c&-H_{x}/c&0\\\end{bmatrix}}}
{\displaystyle (P^{\mu \nu })={\begin{bmatrix}0&P_{x}&P_{y}&P_{z}\\-P_{x}&0&-M_{z}/c&M_{y}/c\\-P_{y}&M_{z}/c&0&-M_{x}/c\\-P_{z}&-M_{y}/c&M_{x}/c&0\\\end{bmatrix}}}
である。

### 球座標表示
球面座標系 (ct, r, θ, φ) による4元ポテンシャルの成分表示は
{\displaystyle A_{\mu }=\left(-{\frac {\phi }{c}},A_{r},rA_{\theta },rA_{\varphi }\sin \theta \right)}
であり、電磁場強度 F として
{\displaystyle (F_{\mu \nu })={\begin{bmatrix}0&-E_{r}/c&-rE_{\theta }/c&-rE_{\varphi }\sin \theta /c\\E_{r}/c&0&rB_{\varphi }&-rB_{\theta }\sin \theta \\rE_{\theta }/c&-rB_{\varphi }&0&r^{2}B_{r}\sin \theta \\rE_{\varphi }\sin \theta /c&rB_{\theta }\sin \theta &-r^{2}B_{r}\sin \theta &0\\\end{bmatrix}}}
が得られる。
平坦な時空のミンコフスキー計量とその逆行列は球座標において
{\displaystyle \eta _{\mu \nu }=\operatorname {diag} (-1,1,r^{2},r^{2}\sin ^{2}\theta )}
{\displaystyle \eta ^{\mu \nu }=\operatorname {diag} (-1,1,{\tfrac {1}{r^{2}}},{\tfrac {1}{r^{2}\sin ^{2}\theta }})}
であり、電磁場強度の添え字を上げると
{\displaystyle (F^{\mu \nu })={\begin{bmatrix}0&E_{r}/c&E_{\theta }/cr&E_{\varphi }/cr\sin \theta \\-E_{r}/c&0&B_{\varphi }/r&-B_{\theta }/r\sin \theta \\-E_{\theta }/cr&-B_{\varphi }/r&0&B_{r}/r^{2}\sin \theta \\-E_{\varphi }/cr\sin \theta &B_{\theta }/r\sin \theta &-B_{r}/r^{2}\sin \theta &0\\\end{bmatrix}}}
となる。
例えば、原点に点電荷 q が存在するときの電磁場テンソルは
{\displaystyle (F^{\mu \nu })={\begin{bmatrix}0&{\frac {1}{4\pi \epsilon _{0}c}}{\frac {q}{r^{2}}}&0&0\\-{\frac {1}{4\pi \epsilon _{0}c}}{\frac {q}{r^{2}}}&0&0&0\\0&0&0&0\\0&0&0&0\\\end{bmatrix}}}
で表される。

## マクスウェルの方程式
電磁場テンソルによって、相対論的な形でマクスウェルの方程式を記述することができる。
定義からビアンキ恒等式
{\displaystyle \partial _{\rho }F_{\mu \nu }+\partial _{\mu }F_{\nu \rho }+\partial _{\nu }F_{\rho \mu }=0}
が成り立つ。
双対テンソルを用いれば
{\displaystyle \partial _{\mu }{\tilde {F}}^{\mu \nu }={\frac {1}{2}}\epsilon ^{\mu \nu \rho \sigma }\partial _{\mu }F_{\rho \sigma }=0}
と表すことも出来る。
この式は添え字 ν = 0,1,2,3 についての4つの方程式であり、それぞれ
{\displaystyle \nabla \cdot {\boldsymbol {B}}=0}
{\displaystyle \nabla \times {\boldsymbol {E}}+{\frac {\partial {\boldsymbol {B}}}{\partial t}}=\mathbf {0} }
と対応する。
自由空間における電磁場の運動方程式は
{\displaystyle \partial _{\mu }F^{\mu \nu }=-{\frac {Z_{0}}{c}}\,j^{\nu }=-\mu _{0}j^{\nu }}
と表される。
ここで j は4元電流密度である。
この式は添え字 ν = 0,1,2,3 についての4つの方程式であり、それぞれ
{\displaystyle \nabla \cdot {\boldsymbol {E}}={\frac {\rho }{\epsilon _{0}}}}
{\displaystyle \nabla \times {\boldsymbol {B}}-{\frac {1}{c^{2}}}{\frac {\partial {\boldsymbol {E}}}{\partial t}}=\mu _{0}{\boldsymbol {j}}}
と対応する。

### 媒質中の運動方程式
媒質中の運動方程式は
{\displaystyle \partial _{\mu }G^{\mu \nu }=-{\frac {1}{c}}\,j^{\nu }}
と表される。
成分ごとにそれぞれ
{\displaystyle \nabla \cdot {\boldsymbol {D}}=\rho }
{\displaystyle \nabla \times {\boldsymbol {H}}-{\frac {\partial {\boldsymbol {D}}}{\partial t}}={\boldsymbol {j}}}
である。

## ローレンツ力
電磁場テンソルは荷電粒子に作用するローレンツ力を相対論的に記述する際に現れる。
相対論的な粒子の位置を X = (ct, r) で表すとき、電荷 q を帯びた荷電粒子に作用するローレンツ力は
{\displaystyle {\dot {p}}_{\mu }=-q{\dot {X}}^{\nu }F_{\nu \mu }(X)}
となる。
ここで p は粒子の4元運動量である。ドットは運動のパラメータによる微分である。

## 一般相対論
時空の曲率、すなわち重力場がある場合に、偏微分はテンソルとはならず、レヴィ・チヴィタ接続を導入して共変微分への置き換えが必要となる。しかし、電磁場強度 F は偏微分による定義を変更することなくテンソルである。反対称性により共変微分の接続が相殺されるため
{\displaystyle F_{\mu \nu }={\mathcal {D}}_{\mu }A_{\nu }-{\mathcal {D}}_{\nu }A_{\mu }=\partial _{\mu }A_{\nu }-\partial _{\nu }A_{\mu }}
となる。ビアンキ恒等式は定義から成り立つので変更を要しないが、運動方程式は
{\displaystyle {\mathcal {D}}_{\mu }F^{\mu \nu }=-{\frac {Z_{0}}{c}}\,j^{\nu }}
であり、共変微分への置き換えが必要となる。